# Andra tjeckoslovakiska republiken
Andra tjeckoslovakiska republiken (Československá republika), refererar till den andra tjeckoslovakiska statsbildningen, som fanns under perioden 1 oktober 1938-14 mars 1939. Staten bestod av Böhmen, Mähren,  Schlesien, och de autonoma områdena Slovakien och Subkarpatiska Rutenien.
Republiken var resultatet av Münchenöverenskommelsen, där Tjeckoslovakien tvingades ge bort Sudetenland till Tyskland den 1 oktober 1938, samt de södra delarna av Slovakien och Subkarpatiska Rutenien till Ungern.
Republiken upphörde vid Tysklands invasion den 15 mars 1939, och Böhmen-Mähren skapades.